# Meridiano 79 E
O meridiano 78 E é um meridiano que, partindo do Polo Norte, atravessa o Oceano Ártico, Ásia, Oceano Índico, Oceano Antártico, Antártida e chega ao Polo Sul. Forma um círculo máximo com o Meridiano 101 W.
Começando no Polo Norte, o meridiano 78º Este tem os seguintes cruzamentos:
| País, território ou mar | Notas |
| ----------------------- | --- |
| Oceano Ártico           | Passa a oeste da Ilha Ushakov, Rússia · Passa a oeste da Ilha Uyedineniya, Rússia                           |
| Rússia                  | Ilha Nosok e Ilha Sibiryakov                                                                                |
| Golfo do Ienissei       | |
| Rússia                  | |
| Cazaquistão             | Passa no Lago Balkhash                                                                                      |
| Quirguistão             | |
| China                   | |
| Aksai Chin              | Disputado por Índia e China                                                                                 |
| China                   | |
| Aksai Chin              | Disputado por Índia e China                                                                                 |
| China                   | |
| Caxemira                | Área administrada pela Índia                                                                                |
| China                   | |
| Aksai Chin              | Disputado por Índia e China                                                                                 |
| Índia                   | Uttarakhand Uttar Pradesh Madhya Pradesh Uttar Pradesh Madhya Pradesh Maharashtra Andhra Pradesh Tamil Nadu |
| Oceano Índico           | |
| Oceano Antártico        | |
| Antártida               | Território Antártico Australiano, reclamado pela Austrália                                                  |